# 馬克西姆·波錫
馬克西姆·波錫（Maxime Bossis，法語發音：[maksim bɔsis]，1955年6月26日—），是一名前法國職業足球員，在場上司職左翼衛。
波錫的職業生涯大部分時間都為南特效力，他幫助南特贏得三個法甲冠軍和一個法國盃冠軍。他為法國國家隊出場76次（射入一球），贏得1984年歐洲足球錦標賽冠軍，兩次參加世界盃準決賽。

## 球會生涯
波錫出生於旺代省聖安德烈特雷茲瓦。波錫作為南特於1970年代和1980年代球會最輝煌時期的長期正選球員 ，他被認為是主打左翼衛，但在防線可以擔任各種位置球員。在1977年和1980年南特奪冠的賽季中，波錫大部分時間都在串演右後衛，泰亞利·圖索通常以左後衛出場，但在1981年開始波錫擔任左後衛位置。南特在1976年至1981年期間，每個賽季都排名前兩名完成聯賽。球會在1983年獲得第三個冠軍頭銜，領先第二名波爾多十分。1985年，波錫轉會到雄心勃勃的巴黎競技，但這家巴黎球會雖然花費巨資收購安索·法蘭斯哥利和皮埃爾·列巴斯基等球員，但只取得微不足道的成功。1990年，波錫回到南特效力最後一個賽季，在退役前與未來的法國國腳馬塞爾·迪西里並肩作戰。
波錫於1979年和1981年被法國足球雜誌評為年度足球先生。

## 國際賽生涯
波錫還為法國國家隊效力十年，於1978年、1982年和1986年的世界盃中上陣，並帶領球隊於後兩屆的世界盃中進入準決賽。大多數人都記得他在1982年世界盃準決賽對陣西德的比賽中射失法國隊的最後一個十二碼球。當比分打成4-4時，波錫射失他的十二碼球，讓霍斯特·賀巴殊因為射入最後一個十二碼球，將西德隊送入決賽。波錫也是1984年在法國本土贏得歐洲國家盃的法國隊的重要成員。從1985年到1992年，波錫保持著法國隊的出場紀錄，之後其後防隊友曼努埃爾·阿武羅斯以82次出場創出新紀錄。他還以15場的成績保持法國在國際足協世界盃上的出場記錄，隨後於2006年被巴夫斯所超越。

## 個人生活
波錫的弟弟祖爾·波錫也是職業足球員，並保持著為尼奧爾入球最多的歷史記錄。

## 退休後
1991年退休後，波錫短暫地接受足球高管的職業生涯，在他加入聖伊天擔任體育總監 (1996年-1997年) 之前，曾領導法國盃中央委員會 (1993年-1995年)。 然後，他開始扣擔任電視足球評論員，首先為TPS工作，然後為Orange體育工作，自2014年起為beIN Sports工作。

## 榮譽
南特
- 法甲：1976–77（英语：French football Division 1 1976–77）、1979–80（英语：French football Division 1 1979–80）及1982–83（英语：French football Division 1 1982–83）冠軍
- 法國盃：1978–79（英语：Coupe de France Final 1979）冠軍

法國
- 歐洲國家盃：1984
- 阿特米奧·弗蘭基盃: 1985
- 世界盃：1986季軍；1982殿軍

個人
- 法國足球先生：1979，1981[4]

## 外部連結
- 上的馬克西姆·波錫（法語）
- 法国足球协会上的 馬克西姆·波錫 （法文） 存档于webarchive.org.